# Alfred Neveu
Alfred Neveu (Leysin, Vaud, 24 de desembre de 1890 - Leysin, 20 de maig de 1975) va ser un corredor de bobsleigh suís, que va competir a començaments del segle xx.
El 1924 va prendre part en els Jocs Olímpics de Chamonix, on guanyà la medalla d'or en la prova de bobs a 4 formant equip amb Eduard Scherrer, Alfred Schläppi i Heinrich Schläppi.